# Именхаузен
Именхаузен (њем. Immenhausen) град је у њемачкој савезној држави Хесен. Једно је од 29 општинских средишта округа Касел. Према процјени из 2010. у граду је живјело 7.094 становника. Посједује регионалну шифру (AGS) 6633014.

## Географски и демографски подаци
Именхаузен се налази у савезној држави Хесен у округу Касел. Град се налази на надморској висини од 339 метара. Површина општине износи 28,5 km². У самом граду је, према процјени из 2010. године, живјело 7.094 становника. Просјечна густина становништва износи 249 становника/km².

## Међународна сарадња
| Мјесто     | Држава    | Врста сарадње | Од    |
| ---------- | --------- | ------------- | ----- |
|            | Француска | партнерство   | 1991. |
| Пфарверфен | Аустрија  | контакт       | 1974. |
| Извор      |           |               |       |